# Ivo Maroevic
 (janvier 2016).
Ivo Maroevic, né le 1er octobre 1937 à Stari Grad, Hvar, Croatie, et mort à Zagreb le 20 janvier 2007, est un muséologue spécialisé dans la préservation du patrimoine et de l’urbanisme. 
Il a été professeur à la faculté des Sciences sociales et humaines de Zagreb, et conservateur du musée de Sisak. Il est membre de l’Institut de restauration de Croatie et de l'ICOFOM. 

## Biographie
(janvier 2024).

### Formation
Ivo Maroevic obtient en 1960 son diplôme d’Histoire de l’art en anglais, à l’Université de philosophie de Zagreb, en Croatie. En 1971, à la même Université, il soutient sa thèse de doctorat sur la ville de Sisak, ville et architecture [réf. nécessaire]. 

### Parcours professionnel
Il deviendra conservateur du musée municipal de Sisak entre 1965 et 1969.
Ivo Maroevic fut enseignant, notamment à l’école primaire de Grubišno Polje. Il fut professeur d’anglais, et dispensa des cours de culture visuelle, de conservation et de documentation. 
Il prit par la suite la direction de l’Institut de restauration de Croatie à Zagreb jusqu’en 1983.
À l’Université de Zagreb, il fut enseignant puis doyen adjoint. En 1986, il fut l’un des fondateurs de la chaire de muséologie au sein de l’Université de Zagreb, au département des sciences de l’information. L’enseignement donné concernait la muséologie, la conservation et la protection du patrimoine culturel et des collections muséales. Il dirigea, entre autres, la thèse de Peter van Mensch, publiée en 1992.

### Rôle international
Ivo Maroevic fit partie de l’ICOM (Conseil International des Musées) et œuvra pour la création du comité de l’ICOM en Croatie en 1991, reconnu comme membre de l’ICOM à l’Assemblée Générale de Québec en 1992.  
Il appartint à l’ICOMOS (Conseil international des monuments et des sites) depuis 1976 et l’ICTOP (Comité international pour la formation du personnel) depuis 1995, mais également à l’ICOFOM (Comité international pour la muséologie). Il en fut le vice-président entre 1998 et 2002 et publia au sein de sa revue ICOFOM Studies. 
Au-delà de son engagement international, Ivo Maroevic s'est investi dans les questions de conservation et préservation du patrimoine en Europe de l’Est, notamment au sein de l’AHF (Arbeitskreis fuer Hausforschung) depuis 1975, et du Comité national de l’ex-Yougoslavie dont il fut un membre actif à partir de 1977. Il appartint au comité d’experts pour la restauration de Dubrovnik après le séisme de 1982 à 1989, puis, également après la guerre d’indépendance de la Croatie entre 1992 et 1993. Depuis 2005, Ivo Maroevic fait partie, pour l’Unesco, du comité croate au conseil pour la protection des monuments culturels.
Tout au long de sa carrière, Maroevic publia des ouvrages de référence (environ une douzaine d’ouvrages), et dans la presse spécialisée (près de 400 articles entre 1969 et 2005). Il écrivit principalement dans la revue de l’ICOFOM (ICOFOM Studies) mais également au sein de la revue Informatica Museologia, unique revue croate dédiée à la muséologie, dirigée un temps par son compatriote Tomislav Sola. Ses publications traitent, pour l'essentiel, de ses recherches sur l’actualité de la muséologie, mais aussi de l’histoire de l’art et de l’urbanisme.

### Prix
Ivo Maroevic a reçu plusieurs prix : le Bozidar Adzija Prize par la Fédération des conservateurs de Croatie, La croix de Sika, le prix de la ville de Zagreb, le prix Matica Hrvatska pour le livre War and Heritage in Croatia et le prix « Pavao Ritter Vitezovic » pour l’ensemble de sa carrière, par l’Association des musées croates.

## Recherches et théories
Ivo Maroevic est influencé par la pensée du bloc de l’Est présentant la muséologie comme une science, et définissant le musée comme « une institution savante et éducative organisée pour collecter, préserver, étudier et présenter au public les spécimens d’histoire naturelle et les objets de culture matérielle et spirituelle qui constituent des sources primaires de la connaissance du développement de la nature et de la société humaine ».
Tout au long de sa carrière, Ivo Maroevic cherche, comme son ancien élève Peter van Mensch, à constituer un ensemble d’outils d’analyse spécifique à la muséologie. 

### Définir la muséologie
L’un des axes de sa recherche est de définir la muséologie. Selon Maroevic, cette dernière appartient aux sciences de l’information au même titre que la « documentation, la communication, les théories de systèmes de classifications, les théories générales de systèmes, les bibliothécaires, bibliographie, science des sciences, archives, muséologie, lexicologie, les théories sur le langage artificiel, cryptologie etc. ».  
Pour le muséologue croate, la muséologie peut se définir comme l’étude de la muséalité, des activités du musée et la relation entre la théorie et la pratique au sein du musée. La muséologie comme science induit, selon lui, l’étude systématique de la muséalia (l’objet muséal) ; c'est-à-dire : la « quantité variable d’informations et de messages, au milieu desquelles se trouvent les messages issus de la matérialité de l’objet, variant en fonction de l’interprétation des données. On y retrouve à la fois les documents de la réalité et celle du musée » ». 
En 1993, Maroevic définit la muséologie comme « le domaine de la science de l’information traitant de la recherche à travers l’identification, par préservation et la communication de la muséalité des manifestations matérielles de la culture et de la nature (premièrement muséalia), dans le but de préserver le patrimoine de l’humanité et de transmettre ses activités (spécialement les musées) au service d’un objectif supérieur. ». 
Au cours de sa carrière, Ivo Maroevic étudie la muséologie comme une science moderne. Il entend par là que la muséologie doit utiliser les outils des sciences modernes, tout en conservant un lien étroit entre pratique et théorie, afin qu’elle puisse continuer d’évoluer. Avec sa conception de la muséologie comme la science de l’information, Maroevic s’ancre dans les théories de la muséologie pensée alors par le bloc de l’Est.  
La muséologie du bloc de l'Est défendait le musée comme outil pédagogique et comme moyen d’étudier la société. Et ce se faisait grâce à des objets présentés pour les informations d’une assez grande qualité qu’ils renferment et communiquent afin nourrir la connaissance de l’Homme et de ses activités. La collection d’objet par le musée permet de protéger la mémoire de l’Humanité et de la diffuser. 

### Questionner l’objet muséal
Dans le cadre de ses recherches autour de la muséologie, Ivo Maroevic étudie les objets muséaux, appelé aussi muséalie. Sa conception de l’objet muséal s’inscrit dans la philosophie développée par l’Université de Zagreb : la musealie est considérée comme un document, mais elle s’inscrit également dans un contexte patrimonial plus englobant.  
Dans la pensée du muséologue croate, la muséalie est le témoin d’une réalité auquel il n’appartient plus depuis qu’il a été introduit dans la réalité muséale. Il reste cependant un objet réel dont la matérialité documente la réalité dont il est issu. Il sert de pont entre le passé, le présent et le futur: 
« L’objet du musée est l’objet du patrimoine qui par son matériel et par sa forme documente sur la réalité dans laquelle il a été créé, dans laquelle il a vécu et avec laquelle il est entré dans le présent. Les propriétés de l’objet constituent les caractéristiques de la valeur documentaire. Les qualités les plus importantes en sont le matériel, l’histoire, l’environnement et l’importance de l’objet ».

#### Musealia et muséalité
À l’objet muséal, musealie, s’attache la muséalité qu’Ivo Maroevic décrit comme « la plus grande partie des qualités immatérielles des objets ou des ensembles du patrimoine culturel ou bien des objets de musée au sens strict ». Elle est « la valeur immatérielle ou la signification de l’objet, qui nous offre la raison de sa muséalisation », c'est-à-dire qu’elle est la « propriété qu’a un objet matériel de documenter une réalité dans une autre réalité ».

#### L’objet muséal: contextes et approches
L’étude des objets s’inscrit dans un triple contexte : primaire, archéologique et muséologique. Le contexte primaire correspond au stade où l’objet gagne ses propriétés de document. Ces propriétés de documents ne sont pas activées dans le contexte archéologique où s’opposent le temps historique et le temps chronologique. Enfin, le contexte muséologique permet à l’objet de communiquer les informations dont il est doté. Cela permet de témoigner et de protéger des différentes identités qu’a revêtues l’objet au cours des contextes primaire et archéologique. L’objet muséal est alors le support de la documentation et de la recherche.
Ce système d’étude permet une approche pluridimensionnelle de l’objet. Sa théorie est notamment nourrie du travail d’Hans-Georg Gadamer (Vérité et Méthode). Il adapte la méthode du philosophe allemand à sa méthode d’interprétation et à la présentation du patrimoine. Pour Ivo Maroevic, toute nouvelle interprétation doit être conçue comme une « contribution individuelle  à la compréhension, encourageant une nouvelle créativité ». Cette approche lui permet de se rapprocher des travaux de Peter van Mensch (Identity of museum objects, 1989/90) : « L’identité actuelle des objets muséaux est un reflet de l’esprit, dans lequel l’objet vie, qui n’est  pas le contexte primaire ou vivant, ni même le contexte archéologique des objets rejetés socialement, mais correspond au contexte de l’incessante interprétation, alors le concept des musées contemporains sera une base pour la détermination du juste écarté de la réalité virtuelle et l’interprétation des idées essentiellement avec l’aide des images de ou l’idée des objets, et non pas avec les objets eux-mêmes ».
Selon Ivo Maroevic, l’objet muséal est donc en partie tributaire de son contexte [citation nécessaire]. L’interprétation de l’objet est également orientée par sa mise en exposition. En effet, pour le muséologue croate, l’objet en soi ne change pas, mais sa migration d’une collection ou présentation à une autre modifie son sens. Cette nouvelle présentation correspond à une nouvelle réalité à laquelle l’objet appartient temporairement. Changer la mise en exposition d’un objet permet donc d’interpréter différemment, toujours de manière subjective, le monde des objets. 

#### Originaux et copies
L’ensemble des réflexions d’Ivo Maroevic sur l’objet muséal le pousse également à s’interroger sur la question de l’objet original et de la copie. Ivo Maroevic s'est penché sur l'histoire des musées et de la muséologie. Ses différentes études lui permirent d'avancer l'idée que les substituts d’objets muséaux sont aussi vieux que les collections elles-mêmes [réf. nécessaire]. Selon Ivo Maroevic, « un substitut pour un objet muséal est un objet qui est fait dans le musée ou pour le musée dans le but de donner l’image la plus correcte possible de l’objet muséal original, ou d’un objet avec des caractéristiques muséologiques ou d’objets à l’extérieur du musée, premièrement dans le but de protéger l’objet original, pour l’exploiter au sein d’une exposition, ou encore comme outil de comparaison et d’éducation ». 
Le lien avec les objets originaux et leurs substituts est complexe. Les formes des substituts peuvent varier, ce peut être une copie pour préserver, une copie pour restituer, une copie témoin d’objets ancien reconnue comme objet original, des objets originaux comme substitut d’autres expressions. 

### Définir le musée
En tant que muséologue, Ivo Maroevic fut amené à interroger le musée à la fois sur sa forme et sur son fond. Pour lui, au fur et à mesure de l’histoire du musée, ce dernier fut de plus en plus associé à ce qu’il présente plutôt qu’aux collections qu’il possède. De plus, l’essor du numérique créa des tensions entre le musée détenteur d’objets réels et la virtualité du numérique. Ce clivage est notamment nourri par la conception patrimoniale de l’objet muséal par Ivo Maroevic pour qui la matérialité de l’objet est essentielle et tout autant porteur d’informations quant au monde duquel il provient. Or, cette matérialité est totalement niée par le monde virtuel. Si l’objet perd sa matérialité pour devenir virtuel, il n’est alors plus objet mais représentation. 
Tout comme pour la muséologie, Ivo Maroevic tenta au cours de sa carrière de mettre en place une définition de ce qu’est le musée. En 2006, il proposa la définition suivante : « Le musée est l’institution dans laquelle on actualise et communique le passé des objets muséaux. Dans le but de réaliser cette mission et de développer la compréhension de la diversité historique, nous cherchons constamment l’identité historique des musées d’objets et développe des méthodes d’interprétation de leurs sens ». 
En 2007, dans l’une de ses dernières publications, Maroevic s’attarde longuement sur ce qu’est le musée et la définition que l’on pourrait lui donner. Si au départ, il se charge de mentionner les différentes initiatives de l’ICOM pour définir le musée, il se réfère également à la thèse de P. van Mensch : « un musée est une institution muséologique permanente qui conserve des collections de documents physiques et produit un savoir sur ces documents physiques ». 
Ivo Maroevic effectue également la distinction entre le musée comme institution et le musée comme établissement. Cet effort de différenciation est développé au sein de son ouvrage de référence Introducing to Museology, the european approch.

#### Le musée comme institution
Pour Ivo Maroevic, le musée peut être perçu comme un concept et institution. Dans ce cadre, le musée est directement en lien avec la muséologie et non avec la muséographie, qui elle se rattache au musée en tant qu’établissement. Le musée comme institution muséale contient les différentes couches de ce qu’est un musée. C’est à la fois un lieu physique et spirituel. Il détient un rôle éducatif comme gardien de l’histoire du monde, lien entre le passé et le présent [réf. nécessaire] [citation nécessaire]. 

#### Le musée comme établissement
Le musée comme établissement se développa avant le musée comme institution. Il représente la matérialité, le bâtiment dans lequel sont présentées des collections d’objets. C’est dans ce contexte d’établissement que la muséologie s’est développée et a permis l’émergence du musée comme institution. L’institutionnalisation du musée s’est faite au cours du XIXe siècle [réf. nécessaire].
La conception d’un musée comme institution ou établissement démontre la dualité des fonctions du musée, entre le cimetière d’objets ayant perdu leur fonctionnalité première et temple pour trésor d’un monde passé [citation nécessaire].
Finalement, en 2007, Maroevic proposa une nouvelle cette définition du musée : « Un musée est une institution sans but lucratif au service de la société, qui a pour mission d’interpréter et d’actualiser le passé dans le présent à l’intérieur d’un nouveau contexte, par la recherche, la collecte, la préservation et la communication des témoins matériels et immatériels du patrimoine culturel et naturel de l’humanité ».

## Publications

### Ouvrages
- 1969 : Architect’s Family Grahor
- 1969 : The Present of Heritage
- 1970 : (ouvrage de thèse) : Sisak – City and Architecture
- 1986 : Zagreb by itself
- 1988 : Présent of Heritage
- 1993 : Introduction to museology
- 1995 : War and heritage in Croatia
- 1999 : Anthropoly of Zagreb architecture
- 2000 : Chronicle of Zagreb architecture, 1981/2000
- 2000 : La conservation et de nouveaux éclats
- 2003 : Antropology of architecture of Zagreb
- 2004 : Into the world with Cultural Heritage. Museology-Conservation-Architecture

### Articles
- Museology as a part of information sciences, in ICOFOM Studies 5, Addenda 3, Londres, juillet 1983.
- Originaux et objets substitutifs dans les musées, in ICOFOM Studies 8, Zagreb, 1985.
- Musée et identités, in ISS 10, Buenos Aires, 1986.
- Le langage de l’exposition, in ICOFOM Studies 19, Suisse, 1991, p. 73-79.
- L’objet de musée en tant que document, in ICOFOM Studies 23, Pékin, 1994.
- Art in Museology, in ICOFOM Studies 26, Rio de Janeiro, 1996.
- Le rôle de la muséalité dans la mémoire, in ICOFOM Studies 27, France, 1996.
- Virtual Museums : the challenge of Globalisation, in ICOFOM Studies 29, Melbourne, 1998.
- Museology and the intangible heritage together against the traditional museum or are we returning to the original museum?, in ICOFOM Studies 32, Munich, 2000.
- What is it that we are presenting in a museum - objects or idea ?, in ICOFOM Studies 33B, Cuenca, 2002.
- The museum object as historical source and document, in ICOFOM Studies 35, Allemagne/Argentine, 2006.
- Vers la nouvelle définition du musée, in F. Mairesse, A. Desvallées (dir.), Vers une redéfinition du musée ?, Paris, L’Harmattan, 2007, p. 121-126.